# Red Velvet
Red Velvet (hangul: 레드벨벳) er en sydkoreansk pigegruppe fra SM Entertainment. Gruppen debuterede den 1. august 2014 med deres digitale single "Happiness" og med fire medlemmer: Irene, Seulgi, Wendy og Joy.
I marts 2015 introducerede Red Velvet endnu et medlem, Yeri.